# Ljubov' Volosova
Ljubov' Michajlovna Volosova (in russo Любовь Михайловна Волосова?; 16 agosto 1982) è una lottatrice russa.

## Palmarès

### Olimpiadi
- 1 medaglia:
  - 1 bronzo (Londra 2012 nella lotta libera, 63 kg)

### Mondiali
- 4 medaglie:
  - 3 argenti (Sofia 2001 nei 56 kg; Tokyo 2008 nei 63 kg; Herning 2009 nei 63 kg)
  - 1 bronzo (Mosca 2010 nei 63 kg)

### Europei
- 3 medaglie:
  - 2 ori (Mosca 2006 nei 59 kg; Baku 2010 nei 63 kg)
  - 1 bronzo (Haparanda 2004 nei 59 kg)